# Traisen (Nahe)
Pour les articles homonymes, voir Traisen.
Traisen est une municipalité allemande située dans le land de Rhénanie-Palatinat et l'arrondissement de Bad Kreuznach.